# Nekrolog 1102
Nekrolog
◄◄
| ◄
| 1098
| 1099
| 1100
| 1101
| 1102 | 1103 | 1104 | 1105 | 1106 | ► | ►►
Weitere Ereignisse | Allgemeiner Nekrolog 1102
Die Beschreibung der verstorbenen Person sollte so kurz wie möglich gehalten sein und nur deren signifikante Tätigkeit(en) enthalten.
Neue Namen ggf. auch unter dem Geburts- und Sterbedatum, also etwa unter 1. Januar und im Geburts- und Sterbejahr (2024) eintragen (nur bei entsprechender großer Wichtigkeit). Für Beispiele siehe die schon vorhandenen Artikel.
Außerdem über die fünf zuletzt Verstorbenen, zu denen es einen ausreichend guten Artikel für eine Präsentation auf der Hauptseite gibt, nach der todesbedingten Überarbeitung der Artikel ggf. auch unter Wikipedia Diskussion:Hauptseite informieren und sie am besten auch in den anderen Wikipedia-Sprachversionen eintragen. Tipp: Regelmäßig bei news.google.de nach „ist tot“, „gestorben“ oder „verstorben“ suchen.
Wenn eine Person gestorben ist, gibt es viele Seiten zu dieser Person in der Wikipedia, die davon auch betroffen sind und entsprechend aktualisiert werden müssen. Beispiele: Namenübersichtsseite, Geburtsjahr, Geburtsort-Seiten und viele mehr.
Wie finde ich die betroffenen Seiten?
Im Suchfeld auf der linken Seite gibt man den Suchbegriff so ein: „Vorname Nachname“. Dann klickt man auf Volltext und alle Seiten mit entsprechendem Suchtext werden aufgerufen. Hier sieht man dann schnell, wo auch das Todesjahr Sinn macht oder sogar ein Teil des Artikels angepasst werden muss. Auch hilft das „Werkzeug“ auf der linken Seite sehr gut, um solche Seiten aufzufinden: „Links auf diese Seite“. Somit ist die Wikipedia wieder aktuell in allen Bereichen! Hinweis: bei Eintragung der Kategorie „Gestorben JAHR“ wird der Missbrauchsfilter 49 ausgelöst, was jedoch nicht schlimm ist. Siehe: Spezial:Missbrauchsfilter/49
Dies ist eine Liste von im Jahr 1102 verstorbenen bekannten Persönlichkeiten. Die Einträge erfolgen innerhalb der einzelnen Daten alphabetisch sortiert. Tiere sind im Nekrolog für Tiere zu finden.

## März
| Tag      | Name      | Beruf, bekannt als   | Alter | Beleg |
| -------- | --------- | -------------------- | ----- | ----- |
| 18. März | Aribo II. | Pfalzgraf von Bayern |       |       |

## Mai
| Tag     | Name                  | Beruf, bekannt als              | Alter | Beleg |
| ------- | --------------------- | ------------------------------- | ----- | ----- |
| 18. Mai | Hugo VI. von Lusignan | Graf von La Marche, Kreuzritter |       |       |
| 18. Mai | Stephan I.            | Graf von Mâcon und Vienne       |       |       |
| 19. Mai | Stephan II.           | Graf von Blois und Chartres     |       |       |

## Juni
| Tag      | Name                 | Beruf, bekannt als                                        | Alter | Beleg |
| -------- | -------------------- | --------------------------------------------------------- | ----- | ----- |
| 4. Juni  | Władysław I. Herman  | Herzog von Polen (seit 1079)                              |       |       |
| 11. Juni | Rupert               | Bischof von Bamberg                                       |       |       |
| 17. Juni | Hartwig von Spanheim | Erzbischof von Magdeburg                                  |       |       |
| 22. Juni | Albert III.          | Graf von Namur, Vogt von Saint Aubian, Stablo und Malmedy |       |       |

## September
| Tag           | Name        | Beruf, bekannt als | Alter | Beleg |
| ------------- | ----------- | ------------------ | ----- | ----- |
| 11. September | Ermengol V. | Graf von Urgell    |       |       |

## Oktober
| Tag             | Name                    | Beruf, bekannt als                                                      | Alter | Beleg |
| --------------- | ----------------------- | ----------------------------------------------------------------------- | ----- | ----- |
| 23./24. Oktober | Herrand von Halberstadt | schwäbischer Geistlicher, Abt von Ilsenburg und Bischof von Halberstadt |       |       |

## November
| Tag         | Name           | Beruf, bekannt als                                     | Alter | Beleg |
| ----------- | -------------- | ------------------------------------------------------ | ----- | ----- |
| 1. November | Anna Dalassene | byzantinische Kaiserin, Mutter von Alexios I. Komnenos |       | [?]   |

## Datum unbekannt
| Tag | Name                 | Beruf, bekannt als                                      | Alter | Beleg |
| --- | -------------------- | ------------------------------------------------------- | ----- | ----- |
|     | Felizia von Sizilien | Königin von Ungarn                                      |       |       |
|     | Kerboga              | Atabeg von Mosul                                        |       |       |
|     | Khön Könchog Gyelpo  | Gründer der Sakya-Tradition des tibetischen Buddhismus  |       |       |
|     | Vitale Michiel I.    | Doge von Venedig                                        |       |       |
|     | Ngog Chöku Dorje     | tibetischer Buddhist der Ngog-Tradition der Kagyü-Linie |       |       |
|     | Odo I.               | Herzog von Burgund                                      |       |       |
|     | Raoul II. de Tosny   | anglonormannischer Baron                                |       |       |
|     | Theodoricus          | Gegenpapst (1100–1102)                                  |       |       |